# Ankazoabo
Ankazoabo è una città e comune del Madagascar situata nel distretto di Ankazoabo, regione di Atsimo-Andrefana. 
La popolazione del comune rilevata nel censimento 2001 era pari a 4 861 unità.